# Złoty Glob dla najlepszego aktora w filmie dramatycznym
Złoty Glob dla najlepszego aktora dramatycznego jest to kategoria Złotych Globów, przyznawana od 1951 roku jako oddzielna kategoria, przez Hollywoodzkie Stowarzyszenie Prasy Zagranicznej. Początkowo była to nagroda dla najlepszego aktora, ale ją podzielono na główna rolę męską w dramacie oraz za główną rolę męską w komedii/musicalu. Laureaci są oznaczeni pogrubionym drukiem. Obok nich podane są role, za jaką otrzymali oni nagrodę.

## Lata 40. – Najlepszy aktor
1943: Paul Lukas – Straż nad Renem jako Kurt Miller
1944: Alexander Knox – Wilson jako Woodrow Wilson
1945: Ray Milland – Stracony weekend jako don Birman
1946: Gregory Peck – Roczniak jako Penny Baxter
1947: Ronald Colman – Podwójne życie jako Tony John
1948: Laurence Olivier – Hamlet jako Hamlet
1949: Broderick Crawford – Gubernator jako Willie Stark

nominacje:
- Richard Todd – Hasty Heart jako kapral Lachlan „Lachie” MacLachlan

## Lata 50.
1950: José Ferrer – Cyrano de Bergerac jako Cyrano de Bergerac

nominacje:
- Louis Calhern – The Magnificent Yankee jako Oliver Wendell Holmes
- James Stewart – Harvey jako Elwood P. Dowd

1951: Fredric March – Śmierć komiwojażera jako Willy Loman

nominacje:
- Kirk Douglas – Opowieści o detektywie jako James 'Jim' McLeod
- Arthur Kennedy – Bright Victory jako sierżant Larry Nevins

1952: Gary Cooper – W samo południe jako Will Kane

nominacje:
- Charles Boyer – Szczęśliwy czas jako Jacques Bonnard
- Ray Milland – Złodziej jako Allan Fields

1953: Spencer Tracy – Aktorka jako Clinton Jones
1954: Marlon Brando – Na nabrzeżach jako Terry Malloy
1955: Ernest Borgnine – Marty jako Marty Piletti
1956: Kirk Douglas – Pasja życia jako Vincent van Gogh

nominacje:
- Gary Cooper – Przyjacielska perswazja jako Jess Birdwell
- Charlton Heston – Dziesięcioro przykazań jako Mojżesz
- Burt Lancaster – Zaklinacz deszczu jako Bill Starbuck
- Karl Malden – Laleczka jako Archie Lee Meighan

1957: Alec Guinness – Most na rzece Kwai jako pułkownik Nicholson

nominacje:
- Marlon Brando – Sayonara jako Lloyd 'Ace' Gruver
- Henry Fonda – Dwunastu gniewnych ludzi jako Davis (Przysięgły nr 8)
- Anthony Franciosa – Kapelusz pełen deszczu jako Polo Pepe
- Charles Laughton – Świadek oskarżenia jako sir Wilfrid Robarts

1958: David Niven – Osobne stoliki jako major Angus Pollock

nominacje:
- Tony Curtis – Ucieczka w kajdanach jako John 'Joker' Jackson
- Robert Donat – Gospoda Szóstego Dobrodziejstwa jako Mandaryńczyk z Yang Cheng
- Sidney Poitier – Ucieczka w kajdanach jako Noah Cullen
- Spencer Tracy – Stary człowiek i morze jako Santiago

1959: Anthony Franciosa – Kariera jako Sam Lawson

nominacje:
- Richard Burton – Miłość i gniew jako Jimmy Porter
- Charlton Heston – Ben Hur jako Juda Ben-Hur
- Fredric March – W środku nocy jako Jerry Kingsley
- Joseph Schildkraut – Pamiętnik Anny Frank jako Otto Frank

## Lata 60.
1960: Burt Lancaster – Elmer Gantry jako Elmer Gantry

nominacje:
- Trevor Howard – Synowie i kochankowie jako Walter Morel
- Laurence Olivier – Spartakus jako Marek Licyniusz Krassus
- Dean Stockwell – Synowie i kochankowie jako Paul Morel
- Spencer Tracy – Kto sieje wiatr jako Henry Drummond

1961: Maximilian Schell – Wyrok w Norymberdze jako Dan Haywood

nominacje:
- Warren Beatty – Wiosenna bujność traw jako Bud Stamper
- Maurice Chevalier – Fanny jako Honore Panisse
- Paul Newman – Bilardzista jako „Szybki Eddie” Falson
- Sidney Poitier – Rodzynek w słońcu jako Walter Lee Younger

1962: Gregory Peck – Zabić drozda jako Atticus Finch

nominacje:
- Bobby Darin – Pressure Point jako pacjent
- Laurence Harvey – Wspaniały świat braci Grimm jako Wilhelm Grimm
- Jackie Gleason – Gigot jako Gigot
- Burt Lancaster – Ptasznik z Alcatraz jako Robert Stroud
- Jack Lemmon – Dni wina i róż jako Joe Clay
- James Mason – Lolita jako Humbert Humbert
- Paul Newman – Słodki ptak młodości jako Chance Wayne
- Peter O’Toole – Lawrence z Arabii jako Thomas Edward Lawrence
- Anthony Quinn – Lawrence z Arabii jako Auda abu Taji

1963: Sidney Poitier – Polne lilie jako Homer Smith

nominacje:
- Marlon Brando – Spokojny Amerykanin jako Harrison Carter MacWhite
- Stathis Giallelis – Ameryka, Ameryka jako Stavros Topouzoglou
- Rex Harrison – Kleopatra jako Juliusz Cezar
- Steve McQueen – Romans z nieznajomym jako Rocky Papasano
- Paul Newman – Hud, syn farmera jako Hud Bannon
- Gregory Peck – Kapitan Newman jako Josiah J. Newman
- Tom Tryon – Kardynał jako Stephen Fermoyle

1964: Peter O’Toole – Becket jako Henryk II

nominacje:
- Richard Burton – Becket jako Tomasz Becket
- Anthony Franciosa – Rio Conchos jako Juan Luis Rodriguez
- Fredric March – Siedem dni w maju jako Jordan Lyman
- Anthony Quinn – Grek Zorba jako Alexis Zorba

1965: Omar Sharif – Doktor Żywago jako Jurij Żywago

nominacje:
- Rex Harrison – Udręka i ekstaza jako Juliusz II
- Sidney Poitier – W cieniu dobrego drzewa jako Gordon Ralfe
- Rod Steiger – Lichwiarz jako Sol Nazerman
- Oskar Werner – Statek szaleńców jako dr Willie Schumann

1966: Paul Scofield – Oto jest głowa zdrajcy jako Thomas More

nominacje:
- Richard Burton – Kto się boi Virginii Woolf? jako George
- Michael Caine – Alfie jako Alfie Elkins
- Steve McQueen – Ziarnka piasku jako Jake Holman
- Max von Sydow – Hawaje jako Abner Hale

1967: Rod Steiger – W upalną noc jako Bill Gillespie

nominacje:
- Alan Bates – Z dala od zgiełku jako Gabriel Oak
- Warren Beatty – Bonnie i Clyde jako Clyde Barrow
- Paul Newman – Nieugięty Luke jako Luke
- Sidney Poitier – W upalną noc jako Virgil Tibbs
- Spencer Tracy – Zgadnij, kto przyjdzie na obiad jako Matt Drayton

1968: Peter O’Toole – Lew w zimie jako Henryk II

nominacje:
- Alan Arkin – Serce to samotny myśliwy jako John Singer
- Alan Bates – Żyd Jakow jako Jakow Bok
- Tony Curtis – Dusiciel z Bostonu jako Albert DeSalvo
- Cliff Robertson – Charly jako Charlie Gordon

1969: John Wayne – Prawdziwe męstwo jako szeryf Reuben J. „Rooster” Cogburn

nominacje:
- Alan Arkin – Popi jako Abraham „Popi” Rodriguez
- Richard Burton – Anna tysiąca dni jako Henryk VIII
- Dustin Hoffman – Nocny kowboj jako Enrico „Ratso” Rizzo
- Jon Voight – Nocny kowboj jako Joe Buck

## Lata 70.
1970: George C. Scott – Patton jako George Patton

nominacje:
- Melvyn Douglas – Nigdy nie śpiewałem dla mojego ojca jako Tom Garrison
- James Earl Jones – Wielka nadzieja białych jako Jack Jefferson
- Jack Nicholson – Pięć łatwych utworów jako Robert Eroica Dupea
- Ryan O’Neal – Love Story jako Oliver Barrett IV

1971: Gene Hackman – Francuski łącznik jako Jimmy „Popeye” Doyle

nominacje:
- Peter Finch – Ta przeklęta niedziela jako Daniel Hirsh
- Malcolm McDowell – Mechaniczna pomarańcza jako Alex DeLarge
- Jack Nicholson – Porozmawiajmy o kobietach jako Jonathan Fuerst
- George C. Scott – Szpital jako dr Herbert Bock

1972: Marlon Brando – Ojciec chrzestny jako Vito Corleone

nominacje:
- Michael Caine – Detektyw jako Milo Tindle
- Laurence Olivier – Detektyw jako Andrew Wyke
- Al Pacino – Ojciec chrzestny jako Michael Corleone
- Jon Voight – Uwolnienie jako Ed Gentry

1973: Al Pacino – Serpico jako Frank Serpico

nominacje:
- Robert Blake – Pechowa Elektra Glide jako John Wintergreen
- Jack Lemmon – Ocalić tygrysa jako Harry Stoner
- Steve McQueen – Papillon jako Henri Charrière „Papillon”
- Jack Nicholson – Ostatnie zadanie jako Billy „Bad Ass” Buddusky

1974: Jack Nicholson – Chinatown jako J.J. „Jake” Gittes

nominacje:
- James Caan – Gracz jako Axel Freed
- Gene Hackman – Rozmowa jako Harry Caul
- Dustin Hoffman – Lenny jako Lenny Bruce
- Al Pacino – Ojciec chrzestny II jako Michael Corleone

1975: Jack Nicholson – Lot nad kukułczym gniazdem jako Randall P. McMurphy

nominacje:
- Gene Hackman – Francuski łącznik II jako Jimmy „Popeye” Doyle
- Al Pacino – Pieskie popołudnie jako Sonny Wortzik
- Maximilian Schell – Człowiek w szklanej kabinie jako Arthur Goldman
- James Whitmore – Give ’em Hell, Harry! jako Harry S. Truman

1976: Peter Finch – Sieć jako Howard Beale (pośmiertnie)

nominacje:
- David Carradine – By nie pełzać na kolanach jako Woody Guthrie
- Robert De Niro – Taksówkarz jako Travis Bickle
- Dustin Hoffman – Maratończyk jako Thomas „Babe” Levy
- Sylvester Stallone – Rocky jako Rocky Balboa

1977: Richard Burton – Jeździec jako Martin Dysart

nominacje:
- Marcello Mastroianni – Szczególny dzień jako Gabriele
- Al Pacino – Bobby Deerfield jako Bobby Deerfield
- Gregory Peck – MacArthur jako Douglas MacArthur
- Henry Winkler – Heroes jako Jack Dunne

1978: Jon Voight – Powrót do domu jako Luke Martin

nominacje:
- Brad Davis – Midnight Express jako Billy Hayes
- Robert De Niro – Łowca jeleni jako Michael „Mike” Vronsky
- Anthony Hopkins – Magia jako Charles „Corky” Withers
- Gregory Peck – Chłopcy z Brazylii jako Josef Mengele

1979: Dustin Hoffman – Sprawa Kramerów jako Ted Kramer

nominacje:
- Jack Lemmon – Chiński syndrom jako Jack Godell
- Al Pacino – ...i sprawiedliwość dla wszystkich jako Arthur Kirkland
- Jon Voight – Mistrz jako Billy Flynn
- James Woods – Cebulowe pole jako Gregory Ulas Powell

## Lata 80.
1980: Robert De Niro – Wściekły Byk jako Jake La Motta

nominacje:
- John Hurt – Człowiek słoń jako Joseph Merrick
- Jack Lemmon – Haracz jako Scottie Templeton
- Peter O’Toole – Kaskader z przypadku jako Eli Cross
- Donald Sutherland – Zwyczajni ludzie jako Calvin Jarrett

1981: Henry Fonda – Nad złotym stawem jako Norman Thayer

nominacje:
- Warren Beatty – Czerwoni jako John Reed
- Timothy Hutton – Szkoła kadetów jako kadet major Brian Moreland
- Burt Lancaster – Atlantic City jako Lou Pascal
- Treat Williams – Książę wielkiego miasta jako Daniel Ciello

1982: Ben Kingsley – Gandhi jako Mahatma Gandhi

nominacje:
- Albert Finney – Najwyższa stawka jako George Dunlap
- Richard Gere – Oficer i dżentelmen jako Zack Mayo
- Jack Lemmon – Zaginiony jako Ed Hoffman
- Paul Newman – Werdykt jako Frank Galvin

1983: nagroda ex aequo:
- Tom Courtenay – Garderobiany jako Norman
- Robert Duvall – Pod czułą kontrolą jako Mac Sledge

nominacje:
- Tom Conti – Reuben, Reuben jako Gowan McGland
- Richard Farnsworth – Szary lis jako Bill Miner/George Edwards
- Albert Finney – Garderobiany jako Sir
- Al Pacino – Człowiek z blizną jako Tony Montana
- Eric Roberts – Star 80 jako Paul Snider

1984: F. Murray Abraham – Amadeusz jako Antonio Salieri

nominacje:
- Jeff Bridges – Gwiezdny przybysz jako Gwiezdny przybysz
- Albert Finney – Pod wulkanem jako Geoffrey Firmin
- Tom Hulce – Amadeusz jako Wolfgang Amadeus Mozart
- Sam Waterston – Pola śmierci jako Sydney Schanberg

1985: Jon Voight – Uciekający pociąg jako Oscar „Manny” Manheim

nominacje:
- Harrison Ford – Świadek jako John Book
- Gene Hackman – Dwa razy w życiu jako Harry MacKenzie
- William Hurt – Pocałunek kobiety pająka jako Luis Molina
- Raúl Juliá – Pocałunek kobiety pająka jako Valentin Arregui

1986: Bob Hoskins – Mona Lisa jako George

nominacje:
- Harrison Ford – Wybrzeże moskitów jako Allie Fox
- Dexter Gordon – Około północy jako Dale Turner
- William Hurt – Dzieci gorszego boga jako James Leeds
- Jeremy Irons – Misja jako ojciec Gabriel
- Paul Newman – Kolor pieniędzy jako „Szybki Eddie” Felson

1987: Michael Douglas – Wall Street jako Gordon Gekko

nominacje:
- John Lone – Ostatni cesarz jako Puyi
- Jack Nicholson – Chwasty jako Francis Phelan
- Nick Nolte – Chwasty jako Lee Umstetter
- Denzel Washington – Krzyk wolności jako Steve Biko

1988: Dustin Hoffman – Rain Man jako Raymond Babbitt

nominacje:
- Gene Hackman – Missisipi w ogniu jako Rupert Anderson
- Tom Hulce – Dominick i Eugene jako Dominick 'Nicky' Luciano
- Edward James Olmos – Wszystko albo nic jako Jaime Escalante
- Forest Whitaker – Bird jako Charlie „Bird” Parker

1989: Tom Cruise – Urodzony 4 lipca jako Ron Kovic

nominacje:
- Daniel Day-Lewis – Moja lewa stopa jako Christy Brown
- Jack Lemmon – Tato jako Jake Tremont
- Al Pacino – Morze miłości jako Frank Keller
- Robin Williams – Stowarzyszenie Umarłych Poetów jako John Keating

## Lata 90.
1990: Jeremy Irons – Druga prawda jako Claus von Bülow

nominacje:
- Kevin Costner – Tańczący z wilkami jako John Dunbar/Tańczący z Wilkami
- Richard Harris – Pole jako Bull McCabe
- Al Pacino – Ojciec chrzestny III jako don Michael Corleone
- Robin Williams – Przebudzenia jako Malcolm Sayer

1991: Nick Nolte – Książę przypływów jako Tom Wingo

nominacje:
- Warren Beatty – Bugsy jako Benjamin „Bugsy” Siegel
- Kevin Costner – JFK jako Jim Garrison
- Robert De Niro – Przylądek strachu jako Max Cody
- Anthony Hopkins – Milczenie owiec jako Hannibal Lecter

1992: Al Pacino – Zapach kobiety jako Frank Slade

nominacje:
- Tom Cruise – Ludzie honoru jako Daniel Kaffee
- Robert Downey Jr. – Chaplin jako Charlie Chaplin
- Jack Nicholson – Hoffa jako Jimmy Hoffa
- Denzel Washington – Malcolm X jako Malcolm X

1993: Tom Hanks – Filadelfia jako Andrew Beckett

nominacje:
- Daniel Day-Lewis – W imię ojca jako Gerry Conlon
- Harrison Ford – Ścigany jako dr Richard Kimble
- Anthony Hopkins – Okruchy dnia jako Stevens
- Liam Neeson – Lista Schindlera jako Oskar Schindler

1994: Tom Hanks – Forrest Gump jako Forrest Gump

nominacje:
- Morgan Freeman – Skazani na Shawshank jako Ellis Boyd „Red” Redding
- Paul Newman – Naiwniak jako Donald „Sully” Sullivan
- Brad Pitt – Wichry namiętności jako Tristan Ludlow
- John Travolta – Pulp Fiction jako Vincent Vega

1995: Nicolas Cage – Zostawić Las Vegas jako Ben Sanderson

nominacje:
- Richard Dreyfuss – Symfonia życia jako Glenn Holland
- Anthony Hopkins – Nixon jako Richard Nixon
- Ian McKellen – Ryszard III jako Ryszard III
- Sean Penn – Przed egzekucją jako Matthew Poncelet

1996: Geoffrey Rush – Blask jako David Helfgott

nominacje:
- Ralph Fiennes – Angielski pacjent jako László de Almásy
- Mel Gibson – Okup jako Tom Mullen
- Woody Harrelson – Skandalista Larry Flynt jako Larry Flynt
- Liam Neeson – Michael Collins jako Michael Collins

1997: Peter Fonda – Złoto Uleego jako Ulysses „Ulee” Jackson

nominacje:
- Matt Damon – Buntownik z wyboru jako Will Hauting
- Daniel Day-Lewis – Bokser jako Danny Flynn
- Leonardo DiCaprio – Titanic jako Jack Dawson
- Djimon Hounsou – Amistad jako Joseph Cinqué

1998: Jim Carrey – Truman Show jako Truman Brubank

nominacje:
- Stephen Fry – Wilde. Historia pisarza jako Oscar Wilde
- Tom Hanks – Szeregowiec Ryan jako John H. Miller
- Ian McKellen – Bogowie i potwory jako James Whale
- Nick Nolte – Prywatne piekło jako Wade Whitehouse

1999: Denzel Washington – Huragan jako Rubin „Huragan” Carter

nominacje:
- Russell Crowe – Informator jako Jeffrey Wigand
- Matt Damon – Utalentowany pan Ripley jako Tom Ripley
- Richard Farnsworth – Prosta historia jako Alvin Straight
- Kevin Spacey – American Beauty jako Lester Burnham

## 2000–2009
2000: Tom Hanks – Cast Away: Poza światem jako Chuck Noland

nominacje:
- Javier Bardem – Zanim zapadnie noc jako Reinaldo Arenas
- Russell Crowe – Gladiator jako Maximus Decimus Meridius
- Michael Douglas – Cudowni chłopcy jako Grady Tripp
- Geoffrey Rush – Zatrute pióro jako Markiz de Sade

2001: Russell Crowe – Piękny umysł jako John Nash

nominacje:
- Will Smith – Ali jako Muhammad Ali
- Kevin Spacey – Kroniki portowe jako Quoyle
- Billy Bob Thornton – Człowiek, którego nie było jako Ed Crane
- Denzel Washington – Dzień próby jako Alonzo Harris

2002: Jack Nicholson – Schmidt jako Warren Schmidt

nominacje:
- Adrien Brody – Pianista jako Władysław Szpilman
- Michael Caine – Spokojny Amerykanin jako Thomas Fowler
- Daniel Day-Lewis – Gangi Nowego Jorku jako Bill Cutting
- Leonardo DiCaprio – Złap mnie, jeśli potrafisz jako Frank Abagnale

2003: Sean Penn – Rzeka tajemnic jako Jimmy Markum

nominacje:
- Russell Crowe – Pan i władca: Na krańcu świata jako Jack Aubrey
- Tom Cruise – Ostatni samuraj jako Nathan Algren
- Ben Kingsley – Dom z piasku i mgły jako Massoud Behrani
- Jude Law – Wzgórze nadziei jako W.P. Inman

2004: Leonardo DiCaprio – Aviator jako Howard Hughes

nominacje:
- Javier Bardem – W stronę morza jako Ramón Sampedro
- Don Cheadle – Hotel Ruanda jako Paul Rusesabagina
- Johnny Depp – Marzyciel jako James Matthew Barrie
- Liam Neeson – Kinsey jako Alfred Kinsey

2005: Philip Seymour Hoffman – Capote jako Truman Capote

nominacje:
- Russell Crowe – Człowiek ringu jako James J. Braddock
- Terrence Howard – Hustle & Flow jako DJay
- Heath Ledger – Tajemnica Brokeback Mountain jako Ennis del Mar
- David Strathairn – Good Night and Good Luck jako Edward R. Murrow

2006: Forest Whitaker – Ostatni król Szkocji jako Idi Amin

nominacje:
- Leonardo DiCaprio – Krwawy diament jako Danny Archer
- Leonardo DiCaprio – Infiltracja jako William Costigan Jr.
- Peter O’Toole – Venus jako Maurice
- Will Smith – W pogoni za szczęściem jako Chris Gardner

2007: Daniel Day-Lewis – Aż poleje się krew jako Daniel Plainview

nominacje:
- George Clooney – Michael Clayton jako Michael Clayton
- James McAvoy – Pokuta jako Robbie Turner
- Viggo Mortensen – Wschodnie obietnice jako Nikolaj Luzhin
- Denzel Washington – Amerykański gangster jako Frank Lucas

2008: Mickey Rourke – Zapaśnik jako Randy Robinson

nominacje:
- Leonardo DiCaprio – Droga do szczęścia jako Frank Wheeler
- Frank Langella – Frost/Nixon jako Richard Nixon
- Sean Penn – Obywatel Milk jako Harvey Milk
- Brad Pitt – Ciekawy przypadek Benjamina Buttona jako Benjamin Button

2009: Jeff Bridges – Szalone serce jako Bad Blake

nominacje:
- George Clooney – W chmurach jako Ryan Bingam
- Colin Firth – Samotny mężczyzna jako George Falconer
- Morgan Freeman – Invictus – Niepokonany jako Nelson Mandela
- Tobey Maguire – Bracia jako Sam Cahill

## 2010–2019
2010: Colin Firth – Jak zostać królem jako król Jerzy VI

nominacje:
- Jesse Eisenberg – The Social Network jako Mark Zuckerberg
- James Franco – 127 godzin jako Aron Ralston
- Ryan Gosling – Blue Valentine jako Dean
- Mark Wahlberg – Fighter jako Micky Ward

2011: George Clooney – Spadkobiercy jako Matt King

nominacje:
- Brad Pitt – Moneyball jako Billy Beane
- Leonardo DiCaprio – J. Edgar jako J. Edgar Hoover
- Ryan Gosling – Idy marcowe jako Stephen Myers
- Michael Fassbender – Wstyd jako Brandon

2012: Daniel Day-Lewis – Lincoln jako Abraham Lincoln

nominacje:
- Richard Gere – Arbitraż jako Robert Miller
- John Hawkes – Sesje jako Mark O’Brien
- Joaquin Phoenix – Mistrz jako Freddie Quell
- Denzel Washington – Lot jako William „Whip” Whitaker sr

2013: Matthew McConaughey – Witaj w klubie jako Ron Woodroof

nominacje
- Chiwetel Ejiofor – Zniewolony. 12 Years a Slave jako Solomon Northup
- Idris Elba – Mandela: Droga do wolności jako Nelson Mandela
- Tom Hanks – Kapitan Phillips jako kapitan Richard Phillips
- Robert Redford – Wszystko stracone jako nasz człowiek

2014: Eddie Redmayne – Teoria wszystkiego jako Stephen Hawking

nominacje:
- Steve Carell – Foxcatcher jako John Eleuthère du Pont
- Benedict Cumberbatch – Gra tajemnic jako Alan Turing
- Jake Gyllenhaal – Wolny strzelec jako Louis „Lou” Bloom
- David Oyelowo – Selma jako Martin Luther King

2015: Leonardo DiCaprio – Zjawa jako Hugh Glass

nominacje:
- Bryan Cranston – Trumbo jako Dalton Trumbo
- Michael Fassbender – Steve Jobs jako Steve Jobs
- Eddie Redmayne – Dziewczyna z portretu jako Lili Elbe
- Will Smith – Wstrząs jako doktor Bennet Omalu

2016: Casey Affleck – Manchester by the Sea jako Lee Chandler

nominacje:
- Joel Edgerton – Loving jako Richard Loving
- Andrew Garfield – Przełęcz ocalonych jako Desmond T. Doss
- Viggo Mortensen – Captain Fantastic jako Ben Cash
- Denzel Washington – Płoty jako Troy Maxson

2017: Gary Oldman – Czas mroku jako Winston Churchill

nominacje:
- Timothée Chalamet – Tamte dni, tamte noce jako Elio Perlman
- Daniel Day-Lewis – Nić widmo jako Reynolds Woodcock
- Tom Hanks – Czwarta władza jako Ben Bradlee
- Denzel Washington – Roman J. Israel, Esq. jako Roman J. Israel

2018: Rami Malek – Bohemian Rhapsody jako Freddie Mercury

nominacje:
- Bradley Cooper – Narodziny gwiazdy jako Jackson Maine
- Willem Dafoe – At Eternity’s Gate jako Vincent van Gogh
- Lucas Hedges – Wymazać siebie jako Jared Eamons
- John David Washington – Czarne bractwo. BlacKkKlansman jako Ron Stallworth

2019: Joaquin Phoenix – Joker jako Arthur Fleck / Joker

nominacje:
- Antonio Banderas – Ból i blask jako Salvador Mallo
- Jonathan Pryce – Dwóch papieży jako Jorge Bergoglio / papież Franciszek
- Adam Driver – Historia małżeńska jako Charlie
- Christian Bale – Le Mans ’66 jako Ken Miles

## 2020–2029
2020: Chadwick Boseman – Ma Rainey: Matka bluesa jako Levee Green (nagroda przyznana pośmiertnie)

nominacje:
- Riz Ahmed – Dźwięk metalu jako Ruben Stone
- Anthony Hopkins – Ojciec jako Anthony
- Gary Oldman – Mank jako Herman J. Mankiewicz
- Tahar Rahim – Mauretańczyk jako Mohamedou Ould Salahi

2021: Will Smith – King Richard: Zwycięska rodzina jako Richard Williams
nominacje:
- Javier Bardem – Lucy i Desi jako Desi Arnaz
- Mahershala Ali – Łabędzi śpiew jako Cameron Turner
- Benedict Cumberbatch – Psie pazury jako Phil Burbank
- Denzel Washington – Tragedia Makbeta jako Lord Macbeth